# Giorgio Bissoli
Giorgio Bissoli (San Martino Buon Albergo, 31 marzo 1941 – 14 febbraio 2007) è stato un calciatore italiano, di ruolo portiere.

## Carriera
Col Verona gioca per sei stagioni nella serie cadetta, e nella sua seconda annata in gialloblu ha l'opportunità di giocare anche una partita internazionale, contro la Young Fellows nella Coppa delle Alpi 1960.
Chiusa la carriera da giocatore intraprese quella di allenatore dei portieri, prima del Chievo complessivamente per 3 anni, un anno alla Benacese e chiuse la carriera da allenatore con il Ravenna.

## Statistiche

### Presenze e reti nei club
| Stagione             | Squadra              | Campionato           | Campionato | Campionato | Coppe nazionali | Coppe nazionali | Coppe nazionali | Coppe continentali | Coppe continentali | Coppe continentali | Totale | Totale |
| Stagione             | Squadra              | Comp                 | Pres       | Reti       | Comp            | Pres            | Reti            | Comp               | Pres               | Reti               | Pres   | Reti   |
| -------------------- | -------------------- | -------------------- | ---------- | ---------- | --------------- | --------------- | --------------- | ------------------ | ------------------ | ------------------ | ------ | ------ |
| 1958-1959            | Hellas Verona        | B                    | 6          | -9         | -               | -               | -               | -                  | -                  | -                  | 6      | -9     |
| 1959-1960            | Hellas Verona        | B                    | 11         | -15        | C I             | 1               | -3              | C A                | 1                  | -1                 | 13     | -19    |
| 1960-1961            | Hellas Verona        | B                    | 9          | -11        | -               | 1               | 0               | -                  | -                  | -                  | 9      | -11    |
| 1961-1962            | Hellas Verona        | B                    | 1          | -1         | -               | 1               | 0               | -                  | -                  | -                  | 1      | -1     |
| 1962-1963            | Hellas Verona        | B                    | 4          | -7         | -               | 1               | 0               | -                  | -                  | -                  | 4      | -7     |
| 1964-1965            | Hellas Verona        | B                    | 33         | -40        | -               | 1               | 0               | -                  | -                  | -                  | 33     | -40    |
| Totale Hellas Verona | Totale Hellas Verona | Totale Hellas Verona | 64         | -83        | -               | 1               | -3              | 1                  | -1                 | -                  | 66     | -87    |

## Palmarès

### Giocatore

#### Competizioni nazionali
- Serie D: 1

Siracusa: 1970-1971

### Allenatore
- Campionato Interregionale: 1

Chievo: 1985-1986